# Deutscher Sportclub Arminia Bielefeld 1970-1971
Questa voce raccoglie le informazioni riguardanti il Deutscher Sportclub Arminia Bielefeld nelle competizioni ufficiali della stagione 1970-1971.

## Stagione
Nella stagione 1970-1971 l'Arminia Bielefeld, allenato da Egon Piechaczek, concluse il campionato di Bundesliga al 14º posto. In Coppa di Germania l'Arminia Bielefeld fu eliminato al primo turno dal Wuppertal.

## Rosa
| N. |                     | Ruolo | Calciatore        |
| -- | ------------------- | ----- | ----------------- |
|    | Germania (bandiera) | P     | Gerd Siese        |
|    | Germania (bandiera) | P     | Andreas Triebel   |
|    | Germania (bandiera) | D     | Detlef Kemena     |
|    | Germania (bandiera) | D     | Volker Klein      |
|    | Germania (bandiera) | D     | Klaus Köller      |
|    | Germania (bandiera) | D     | Dieter Schulz     |
|    | Polonia (bandiera)  | D     | Waldemar Słomiany |
|    | Germania (bandiera) | D     | Georg Stürz       |
|    | Germania (bandiera) | D     | Horst Wenzel      |
|    | Germania (bandiera) | C     | Ulrich Braun      |
|    | Germania (bandiera) | C     | Dieter Brei       |

| N. |                     | Ruolo | Calciatore           |
| -- | ------------------- | ----- | -------------------- |
|    | Germania (bandiera) | C     | Gerd Knoth           |
|    | Germania (bandiera) | C     | Jürgen Neumann       |
|    | Germania (bandiera) | C     | Horst Stockhausen    |
|    | Germania (bandiera) | A     | Herbert Bittner      |
|    | Germania (bandiera) | A     | Karl-Heinz Brücken   |
|    | Germania (bandiera) | A     | Gerd Kohl            |
|    | Germania (bandiera) | A     | Ernst Kuster         |
|    | Germania (bandiera) | A     | Norbert Leopoldseder |
|    | Germania (bandiera) | A     | Klaus Oberschelp     |
|    | Germania (bandiera) | A     | Gerd Roggensack      |

## Organigramma societario
Area tecnica
- Allenatore: Egon Piechaczek
- Allenatore in seconda: Willi Nolting
- Preparatore dei portieri:
- Preparatori atletici:

## Calciomercato

### Sessione estiva
| Acquisti | Acquisti           | Acquisti         | Acquisti |
| R.       | Nome               | da               | Modalità |
| -------- | ------------------ | ---------------- | -------- |
| A        | Karl-Heinz Brücken | Bayer Leverkusen |          |
| D        | Volker Klein       | Kaiserslautern   |          |
| C        | Jürgen Neumann     | Daring Bruxelles |          |
| D        | Waldemar Słomiany  | Schalke 04       |          |

| Cessioni | Cessioni | Cessioni | Cessioni |
| R.       | Nome     | a        | Modalità |
| -------- | -------- | -------- | -------- |

## Risultati

### Bundesliga

#### Girone di andata
| Arbitro: | Weyland |

|                                   |           |  |
| Weist 12’ Ritschel 52’ Bücker 81’ | Marcatori |  |

| Bielefeld 22 agosto 1970, ore 15:30 CET 2ª giornata | Arminia Bielefeld | 0 – 0 referto | Rot-Weiss Essen | Bielefelder Alm (19 000 spett.)\| Arbitro: \| Wengenmayer \| |
| Arbitro:                                            | Wengenmayer       |               |                 |                                                              |

| Arbitro: | Herden |

|          |           |                 |
| Kalb 39’ | Marcatori | 59’ Stockhausen |

| Arbitro: | Riegg |

|  |           |                       |
|  | Marcatori | 31’ Köppel 57’ Laumen |

| Arbitro: | Schröck |

|                                           |           |                         |
| Dörfel 31’ Schulz 33’ (aut.) Sandmann 50’ | Marcatori | 56’ Kuster 75’ Słomiany |

| Arbitro: | Heckeroth |

|                                 |           |           |
| Kuster 44’, 79’ Stockhausen 59’ | Marcatori | 22’ Brune |

| Arbitro: | Lutz |

|                 |           |  |
| Kuster 26’, 59’ | Marcatori |  |

| Arbitro: | Geng |

|                            |           |  |
| Vogt 29’, 61’ Reinders 74’ | Marcatori |  |

| Arbitro: | Ohmsen |

|           |           |  |
| Braun 60’ | Marcatori |  |

| Arbitro: | Siepe |

|                                       |           |                             |
| Wilbertz 8’ Krauthausen 11’, 42’, 45’ | Marcatori | 65’ Schulz 81’ Leopoldseder |

| Arbitro: | Schulenburg |

|  |           |                                                   |
|  | Marcatori | 24’ Fischer 37’ (aut.) Stockhausen 74’ van Haaren |

| Arbitro: | Betz |

|                     |           |  |
| Rupp 81’ Parits 83’ | Marcatori |  |

| Arbitro: | Tschenscher |

|                                          |           |  |
| Schulz 15’ Leopoldseder 43’ Słomiany 76’ | Marcatori |  |

| Arbitro: | Aldinger |

|                     |           |                            |
| Ulsaß 43’, 52’, 55’ | Marcatori | 20’ Stürz 54’ Leopoldseder |

| Bielefeld 14 novembre 1970, ore 15:30 CET 15ª giornata | Arminia Bielefeld | 0 – 0 referto | Duisburg | Bielefelder Alm (20 000 spett.)\| Arbitro: \| Kindervater \| |
| Arbitro:                                               | Kindervater       |               |          |                                                              |

| Arbitro: | Linn |

|                 |           |  |
| Weiß 77’ (rig.) | Marcatori |  |

| Arbitro: | Basedow |

|          |           |           |
| Kohl 10’ | Marcatori | 19’ Varga |

#### Girone di ritorno
| Arbitro: | Herden |

|                  |           |                          |
| Słomiany 9’, 37’ | Marcatori | 27’, 63’ Held 84’ Bücker |

| Arbitro: | Aldinger |

|                        |           |           |
| Lippens 14’ Littek 35’ | Marcatori | 65’ Braun |

| Arbitro: | Schulenburg |

|                |           |  |
| Roggensack 84’ | Marcatori |  |

| Arbitro: | Berner |

|  |           |                              |
|  | Marcatori | 47’ Brei 58’ (aut.) Wittmann |

| Arbitro: | Biwersi |

|            |           |           |
| Kuster 66’ | Marcatori | 27’ Hönig |

| Arbitro: | Regely |

|                       |           |  |
| Reimann 51’ Bertl 83’ | Marcatori |  |

| Arbitro: | Herden |

|                                                              |           |  |
| Nerlinger 25’, 60’ Kremers 54’ Bechtold 68’ (rig.) Weida 86’ | Marcatori |  |

| Arbitro: | Betz |

|                       |           |             |
| Wenzel 22’ Kuster 87’ | Marcatori | 16’ Pirrung |

| Arbitro: | Horstmann |

|                           |           |  |
| Brenninger 20’ Müller 71’ | Marcatori |  |

| Arbitro: | Biwersi |

|                           |           |             |
| Roggensack 44’ Kuster 58’ | Marcatori | 88’ Kobluhn |

| Arbitro: | Wengenmayer |

|  |           |                |
|  | Marcatori | 83’ Roggensack |

| Arbitro: | Seiler |

|           |           |  |
| Braun 59’ | Marcatori |  |

| Arbitro: | Tschenscher |

|                                            |           |            |
| Assauer 5’ Zembski 16’ Lorenz 58’ Kamp 65’ | Marcatori | 74’ Wenzel |

| Arbitro: | Schröck |

|  |           |             |
|  | Marcatori | 32’ Polywka |

| Arbitro: | Aldinger |

|                                                |           |                  |
| Rettkowski 10’ Dietz 12’ Riedl 66’ Lehmann 89’ | Marcatori | 32’ Leopoldseder |

| Arbitro: | Ohmsen |

|             |           |  |
| Brücken 69’ | Marcatori |  |

| Arbitro: | Frickel |

|  |           |                |
|  | Marcatori | 70’ Roggensack |

### Coppa di Germania
| Arbitro: | Schäfer |

|                                                                      |           |  |
| Pröpper 30’ Reichert 38’ Jung 59’ Eßkuchen 73’ Straschitz 78’ (rig.) | Marcatori |  |

## Statistiche

### Statistiche di squadra
| Competizione      | Punti | In casa | In casa | In casa | In casa | In casa | In casa | In trasferta | In trasferta | In trasferta | In trasferta | In trasferta | In trasferta | Totale | Totale | Totale | Totale | Totale | Totale | DR  |
| Competizione      | Punti | G       | V       | N       | P       | Gf      | Gs      | G            | V            | N            | P            | Gf           | Gs           | G      | V      | N      | P      | Gf     | Gs     | DR  |
| ----------------- | ----- | ------- | ------- | ------- | ------- | ------- | ------- | ------------ | ------------ | ------------ | ------------ | ------------ | ------------ | ------ | ------ | ------ | ------ | ------ | ------ | --- |
| Bundesliga        | 29    | 17      | 9       | 4       | 4       | 20      | 14      | 17           | 3            | 1            | 13           | 14           | 39           | 34     | 12     | 5      | 17     | 34     | 53     | -19 |
| Coppa di Germania | -     | 0       | 0       | 0       | 0       | 0       | 0       | 1            | 0            | 0            | 1            | 0            | 5            | 1      | 0      | 0      | 1      | 0      | 5      | -5  |
| Totale            | 29    | 17      | 9       | 4       | 4       | 20      | 14      | 18           | 3            | 1            | 14           | 14           | 44           | 35     | 12     | 5      | 18     | 34     | 58     | -24 |

### Andamento in campionato
| Giornata  | 1  | 2  | 3  | 4  | 5  | 6  | 7  | 8  | 9  | 10 | 11 | 12 | 13 | 14 | 15 | 16 | 17 | 18 | 19 | 20 | 21 | 22 | 23 | 24 | 25 | 26 | 27 | 28 | 29 | 30 | 31 | 32 | 33 | 34 |
| --------- | -- | -- | -- | -- | -- | -- | -- | -- | -- | -- | -- | -- | -- | -- | -- | -- | -- | -- | -- | -- | -- | -- | -- | -- | -- | -- | -- | -- | -- | -- | -- | -- | -- | -- |
| Luogo     | T  | C  | T  | C  | T  | C  | C  | T  | C  | T  | C  | T  | C  | T  | C  | T  | C  | C  | T  | C  | T  | C  | T  | T  | C  | T  | C  | T  | C  | T  | C  | T  | C  | T  |
| Risultato | P  | N  | N  | P  | P  | V  | V  | P  | V  | P  | P  | P  | V  | P  | N  | P  | N  | P  | P  | V  | V  | N  | P  | P  | V  | P  | V  | V  | V  | P  | P  | P  | V  | V  |
| Posizione | 18 | 17 | 14 | 15 | 16 | 15 | 12 | 15 | 12 | 15 | 17 | 17 | 16 | 16 | 16 | 16 | 17 | 17 | 18 | 16 | 15 | 15 | 15 | 16 | 15 | 16 | 15 | 15 | 14 | 14 | 15 | 16 | 16 | 14 |

Legenda:

Luogo: C = Casa; T = Trasferta. Risultato: V = Vittoria; N = Pareggio; P = Sconfitta.

### Statistiche dei giocatori
| Giocatore       | Bundesliga | Bundesliga | Bundesliga  | Bundesliga | Coppa di Germania | Coppa di Germania | Coppa di Germania | Coppa di Germania | Totale   | Totale | Totale      | Totale     |
| Giocatore       | Presenze   | Reti       | Ammonizioni | Espulsioni | Presenze          | Reti              | Ammonizioni       | Espulsioni        | Presenze | Reti   | Ammonizioni | Espulsioni |
| --------------- | ---------- | ---------- | ----------- | ---------- | ----------------- | ----------------- | ----------------- | ----------------- | -------- | ------ | ----------- | ---------- |
| H. Bittner      | 1          | 0          | 0           | 0          | 0                 | 0                 | 0                 | 0                 | 1        | 0      | 0           | 0          |
| U. Braun        | 34         | 3          | 0           | 0          | 1                 | 0                 | 0                 | 0                 | 35       | 3      | 0           | 0          |
| D. Brei         | 16         | 1          | 0           | 0          | 0                 | 0                 | 0                 | 0                 | 16       | 1      | 0           | 0          |
| K. Brücken      | 29         | 1          | 0           | 0          | 1                 | 0                 | 0                 | 0                 | 30       | 1      | 0           | 0          |
| D. Kemena       | 10         | 0          | 0           | 0          | 0                 | 0                 | 0                 | 0                 | 10       | 0      | 0           | 0          |
| V. Klein        | 31         | 0          | 0           | 0          | 1                 | 0                 | 0                 | 0                 | 32       | 0      | 0           | 0          |
| G. Knoth        | 34         | 0          | 0           | 0          | 1                 | 0                 | 0                 | 0                 | 35       | 0      | 0           | 0          |
| G. Kohl         | 21         | 1          | 0           | 0          | 1                 | 0                 | 0                 | 0                 | 22       | 1      | 0           | 0          |
| E. Kuster       | 20         | 8          | 0           | 0          | 0                 | 0                 | 0                 | 0                 | 20       | 8      | 0           | 0          |
| K. Köller       | 10         | 0          | 0           | 0          | 1                 | 0                 | 0                 | 0                 | 11       | 0      | 0           | 0          |
| N. Leopoldseder | 31         | 4          | 0           | 0          | 1                 | 0                 | 0                 | 0                 | 32       | 4      | 0           | 0          |
| J. Neumann      | 1          | 0          | 0           | 0          | 0                 | 0                 | 0                 | 0                 | 1        | 0      | 0           | 0          |
| K. Oberschelp   | 10         | 0          | 0           | 0          | 0                 | 0                 | 0                 | 0                 | 10       | 0      | 0           | 0          |
| G. Roggensack   | 22         | 4          | 0           | 0          | 1                 | 0                 | 0                 | 0                 | 23       | 4      | 0           | 0          |
| D. Schulz       | 23         | 2          | 0           | 0          | 1                 | 0                 | 0                 | 0                 | 24       | 2      | 0           | 0          |
| G. Siese        | 34         | 0          | 0           | 0          | 1                 | 0                 | 0                 | 0                 | 35       | 0      | 0           | 0          |
| H. Stockhausen  | 34         | 2          | 0           | 0          | 1                 | 0                 | 0                 | 0                 | 35       | 2      | 0           | 0          |
| G. Stürz        | 14         | 1          | 0           | 0          | 1                 | 0                 | 0                 | 0                 | 15       | 1      | 0           | 0          |
| W. Słomiany     | 33         | 4          | 0           | 0          | 1                 | 0                 | 0                 | 0                 | 34       | 4      | 0           | 0          |
| A. Triebel      | 0          | 0          | 0           | 0          | 0                 | 0                 | 0                 | 0                 | 0        | 0      | 0           | 0          |
| H. Wenzel       | 27         | 2          | 0           | 0          | 0                 | 0                 | 0                 | 0                 | 27       | 2      | 0           | 0          |